# قرار مجلس الأمن التابع للأمم المتحدة رقم 975
قرار مجلس الأمن التابع للأمم المتحدة رقم 975، المؤرخ 30 يناير 1995، بعد الإشارة إلى القرارات 841 (1993) و861 (1993) و867 (1993) و875 (1993) و905 (1994) و933 (1994) و940 (1994) و944 (1994) و948 (1994) و964 (1994)، وقام المجلس بمناقشة نقل المسؤولية من القوة المتعددة الجنسيات إلى بعثة الأمم المتحدة في هايتي لفترة ستة أشهر أخرى حتى 31 يوليو 1995.
وقد تم نشر القوة المتعددة الجنسيات في هايتي لتأمين بيئة مستقرة قبل نشر بعثة الأمم المتحدة في هايتي؛ وتقوم القوة المتعددة الجنسيات حاليا بإنشاء هذه البيئة.
وجرى الترحيب بالتطورات الإيجابية في هايتي، بما في ذلك عودة الحكومة المنتخبة والرئيس جان برتران أريستيد، وكذلك الترحيب بالمساهمات المقدمة من منظمة الدول الأمريكية والبعثة المدنية الدولية. وقد أعد بالفعل نشر بعثة الأمم المتحدة في هايتي. وكان الأمين العام للأمم المتحدة بطرس بطرس غالي قد سمح له بتجنيد ونشر عناصر عسكرية وشرطية ومدنية تابعة لبعثة الأمم المتحدة في هايتي. وكان من المقرر نقل جميع مهام القوة المتعددة الجنسيات في موعد أقصاه 31 مارس 1995، وفي هذا الإطار الزمني، سيتم نشر ما يصل إلى 6,000 جندي و 900 شرطي.
وقد دعي المجتمع الدولي إلى دعم التنمية في هايتي والمساعدة في إنشاء قوة شرطة ونظام قضائي. طلب إلى الأمين العام أن يقدم تقريرا بحلول 15 أبريل 1995 بشأن الانتقال من القوة المتعددة الجنسيات إلى بعثة الأمم المتحدة في هايتي.
وتمت الموافقة على القرار 975 بأغلبية 14 صوتا من المجلس ولا شيء ضده في حين امتنعت الصين عن التصويت.

## وصلات خارجية
- نص القرار في undocs.org